# Ne gledaj mi u pijat
Ne gledaj mi u pijat é um filme de drama croata de 2016 dirigido e escrito por Hana Jušić. Foi selecionado como representante de seu país ao Oscar de melhor filme estrangeiro em 2018.

## Elenco
- Mia Petricevic - Marijana
- Niksa Butijer - Zoran
- Arijana Culina - Vera
- Zlatko Burić - Lazo
- Karla Brbic - Andjela
- Bruna Bebic-Tudor - Ivana
- Marijana Mikulic - Katarina